# 연역론
연역론은 "정보의 동조관계와 비대칭성을 사용해서 사물의 관계, 즉 상대성을 추론하는 이론"으로 미국회사 Deduction Theory, LLC의 창업자이자 논리학자 이기준(1983 ~)이 주장하였다. 연역론은 기존 실증주의, 유물론, 결정론을 절대적 존재를 믿는 존재론의 확장으로 보고 그것을 극복하고 이 세계를 더 깊이 이해하고 더 나은 정보처리 방법을 찾으려면 존재에 대한 착각에서 벗어나서 사물의 관계를 탐구해야 한다고 주장하는 이론이다.
이기준의 연역론은 일반적인 철학에서 배우는 귀납법의 반대 개념인 연역법과는 그 의미가 다르다. 과거의 연역법은 "문장 구조에서 절대성을 근거로 해서 논지를 전개해 나가는 논리방법(사고방식)"이다. 이기준의 연역론은 정보 간의 상대성을 이용해서 정보처리를 하는 방법을 주장한다. 연역론은 연역(演繹, Deduce: 안쪽에서 바깥쪽으로 정보처리를 해나간다.)라는 단어의 순수한 뜻만 차용해서 만든 이름이다. 그래서 이기준의 연역론은 "상대성 연역론"이라고 부를 수도 있다.

## 역사
- 2012년 9월 26일 이기준이 연역론을 개발하여 주장했다. 주장한 매체는 자신의 블로그였다.[3]
- 2017년 1월 9일 학술 문서 저장소인 philpapers.org에 연역론을 소개하고 연역론으로 딥러닝을 설명하는 문서를 게시했다.[4]
- 2017년 3월 2일 미국의 컴퓨터 공학 매거진에 이기준이 작성한 글이 소개되었다.[5] 여기서 이기준은 딥러닝을 풀이하면서 자신의 연역론을 사용했다.

## 같이 보기
- 연역법
- 결정론